# Craven County
Craven County är ett administrativt område i delstaten North Carolina, USA, med 103 505 invånare. Den administrativa huvudorten (county seat) är New Bern.
Marine Corps Air Station Cherry Point är beläget i countyt.

## Geografi
Enligt United States Census Bureau har countyt en total area på 2 005 km². 1 835 km² av den arean är land och 170 km² är vatten.

### Angränsande countyn
- Beaufort County - nordost
- Pamlico County - öst
- Carteret County - sydost
- Jones County - sydväst
- Lenoir County - väst
- Pitt County - nordväst

### Orter
- Bridgeton
- Cove City
- Dover
- Havelock
- New Bern (huvudort)
- River Bend
- Trent Woods
- Vanceboro